# Burg Oberried
Die Burg Oberried ist eine abgegangene Turmhügelburg (Motte) in der Nähe des Klosterareals am Nordostrand der Gemeinde Oberried im Landkreis Breisgau-Hochschwarzwald in Baden-Württemberg.
Die Motte bestand höchstwahrscheinlich aus einem Turm und stand auf einem künstlich aufgeschütteten Hügel mit einem Durchmesser von etwa 20 Metern und einer Höhe von zirka drei Metern. Von der ehemaligen Burganlage ist nur noch der Burghügel erhalten, der sich auch heute noch deutlich von der Umgebung abzeichnet.
2017 wurde in unmittelbarer Nähe der beschriebenen Motte eine weitere, außergewöhnlich gut erhaltene Motte gefunden.